# Toledo Villa FC
El Toledo Villa FC es un equipo de Fútbol de Estados Unidos que juega en la USL League Two, la cuarta división nacional.

## Historia
Fue fundado en el año 2017 en la ciudad de Toledo, Ohio como equipo de la Premier League of America, una desaparecida liga de quinta división de Estados Unidos en la cual solo estuvo una temporada para luego jugar en la United Premier Soccer League en 2018.
En esa temporada ganaron el título divisional y alcanzaron las semifinales de conferencia, pero en 2019 vuelven a cambiar de liga para unirse a la NPSL en donde solo ganaron dos de los 14 partidos que jugó. En la temporada 2020 no pudieron jugar por la Pandemia de Covid-19 y en 2021 pasan a la USL League Two, donde no pudieron clasificar a playoffs.

## Palmarés
- United Premier Soccer League

- División Este (1): 2018